# Tenemos que hablar (película)
Tenemos que hablar es una comedia romántica española del año 2016 dirigida por David Serrano de la Peña y protagonizada por Michelle Jenner y Hugo Silva.
La filmación quedó entre las 20 películas españolas con más recaudación (la número 19) con 1 336 858 euros y 206 816 espectadores. Además tuvo 19 candidaturas a los Premios Goya de 2017.

## Sinopsis
Nuria (Michelle Jenner) es una triunfadora con trabajo, casa y un novio perfecto que le acaba de proponer matrimonio. Aunque tenga todo eso le falta una cosa para terminar de ser feliz: el divorcio de su exmarido Jorge (Hugo Silva). 
Jorge tiene todo lo contrario a Nuria ya que no tiene trabajo, su casa es una ruina y no tiene novia. 
Ella ha conseguido pasar página, pero él sigue deprimido porque, en los años más duros de la crisis, hizo que los padres de Nuria se arruinaran recomendándoles invertir en preferentes del banco en el que trabajaba. 
Como no quiere terminar de hundir a Jorge, Nuria le anima todo lo que puede haciéndole creer que ella tampoco ha pasado página, y que sus padres están mejor que nunca para que, en cuanto le vea más fuerte, pedirle el divorcio.

## Reparto
| Intérprete              | Personaje                 |
| ----------------------- | ------------------------- |
| Hugo Silva              | Jorge                     |
| Michelle Jenner         | Nuria                     |
| Ernesto Sevilla         | Lucas                     |
| Belén Cuesta            | Yolanda                   |
| Óscar Ladoire           | Miguel                    |
| Ilay Kurelovic          | Víctor                    |
| Verónica Forqué         | Patricia                  |
| Luis Jaspe              | Camarero latino           |
| Borja Luna              | Pepe                      |
| José Luis Marín         | Trabajador de la limpieza |
| Juanjo del Rey          | Camarero del bar de copas |
| Carla Diego             | Chef                      |
| Roberto Álamo           | Empresario                |
| Diego Martín            |                           |
| Diego París             |                           |
| Coté Soler              | Luis                      |
| Luis Fernández de Eribe |                           |